# Damián Timpani
Damián Óscar Timpani es un exfutbolista argentino nacido el 8 de agosto de 1969 en Buenos Aires, Argentina que se desempeñaba como defensor.

## Trayectoria

### Como entrenador
Damian Timpani fue el Coordinador General del Fútbol Amateur en Los Andes, en donde compartió un dupla técnica con Claudio Balsano en la temporada 2010-11 de la Primera B Metropolitana, donde llegó a jugar una Promoción contra Central Córdoba para no descender y luego la temporada 2012-13 fue entrenador interino durante un solo encuentro.
En la Temporada 2014-2015 del fútbol chileno fue ayudante de campo de Pablo Guede en Palestino y también lo fue en la Temporada 2016 de Primera División de Argentina en San Lorenzo de Almagro.
Dirigió por primera vez como entrenador principal en Nueva Chicago y en marzo de 2017 reemplazó a José Riquelme Galiana en Sud América.

## Clubes

### Como jugador
| Club                    | País      | Año       |
| ----------------------- | --------- | --------- |
| All Boys                | Argentina | 1989-1993 |
| Chaco For Ever          | Argentina | 1993      |
| Los Andes               | Argentina | 1994      |
| Almirante Brown         | Argentina | 1994-1995 |
| Nueva Chicago           | Argentina | 1995-1996 |
| Almagro                 | Argentina | 1996-1997 |
| Xerez CD                | España    | 1997-1998 |
| Elche CF                | España    | 1998-2000 |
| Real Murcia CF          | España    | 2000-2002 |
| CF Ciudad de Murcia     | España    | 2002-2005 |
| Orihuela Club de Fútbol | España    | 2005      |
| Muleño Club de Fútbol   | España    | 2005-2006 |

### Como entrenador
| Club                                          | País           | Año       |
| --------------------------------------------- | -------------- | --------- |
| Los Andes (Dupla Técnica con Claudio Balsano) | Argentina      | 2011      |
| Los Andes (Interino)                          | Argentina      | 2012      |
| Palestino (Segundo entrenador)                | Chile          | 2014-2015 |
| San Lorenzo de Almagro (Segundo entrenador)   | Argentina      | 2016      |
| Nueva Chicago                                 | Argentina      | 2016      |
| Institución Atlética Sud América              | Uruguay        | 2017      |
| Al-Ahli (Segundo entrenador)                  | Arabia Saudita | 2018-2019 |
| Monarcas Morelia (Segundo entrenador)         | México         | 2019-2020 |
| Tijuana (Segundo entrenador)                  | México         | 2021-2022 |

## Palmarés

### Como jugador
| Título                    | Club     | País      | Año  |
| ------------------------- | -------- | --------- | ---- |
| Primera "B" Metropolitana | All Boys | Argentina | 1993 |
| Primera "B" Metropolitana | Almagro  | Argentina | 1996 |